# Kasteel van Beaurepaire-en-Bresse
Het Kasteel van Beaurepaire (Frans: Château de Beaurepaire) is een kasteel in de Franse gemeente Beaurepaire-en-Bresse. Het kasteel is een beschermd historisch monument sinds 1997.